# Henning Eichberg
Henning Eichberg, född 1 december 1942 i Schweidnitz i Schlesien (i nuvarande Polen), död 22 april 2017 i Odense i Danmark,    var en tysk historiker, kultursociolog och skribent som bland annat ägnade sig åt idrottshistoria. Från 1982 bodde och verkade han i Danmark, där han arbetade vid Syddanska universitetet. Under 1970-talet var Eichberg en av de viktigaste förespråkarna för den nya högern och myntade bland annat termen etnopluralism. Eichberg tog senare delvis avstånd från sina tidigare åsikter, men fortsatte skriva i tidningar såsom Nation Europa. Under senare år blev Eichberg medlem i Socialistisk Folkeparti och satt bland annat i partiets kulturutskott.